# Hilara munda
Hilara munda är en tvåvingeart som beskrevs av Frey 1952. Hilara munda ingår i släktet Hilara och familjen dansflugor. Inga underarter finns listade i Catalogue of Life.